# Pandanus vandermeeschii
A Pandanus vandermeeschii az egyszikűek (Liliopsida) osztályának csavarpálma-virágúak (Pandanales) rendjébe, ezen belül a csavarpálmafélék (Pandanaceae) családjába tartozó faj.

## Előfordulása
A Pandanus vandermeeschii előfordulási területe Mauritius. Ennek a szigetországnak az egyik endemikus növénye.

## Megjelenése
A növény számos közepesen vastag, sötétsárga elágazó támasztógyökeret fejleszt. A növény körülbelül 6-8 méter magasra nő meg. A kérge szürkés-rózsaszín. A meghajló ágak végein csokrokban ülnek a hosszú, szürkészöld levelek. A termése a rokonaihoz képest elég kicsi, csak 15 centiméter átmérőjű. Mindegyik termésen körülbelül 250-450 darab kis dudor van; a dudorok végein ülnek a magok.

## Képek

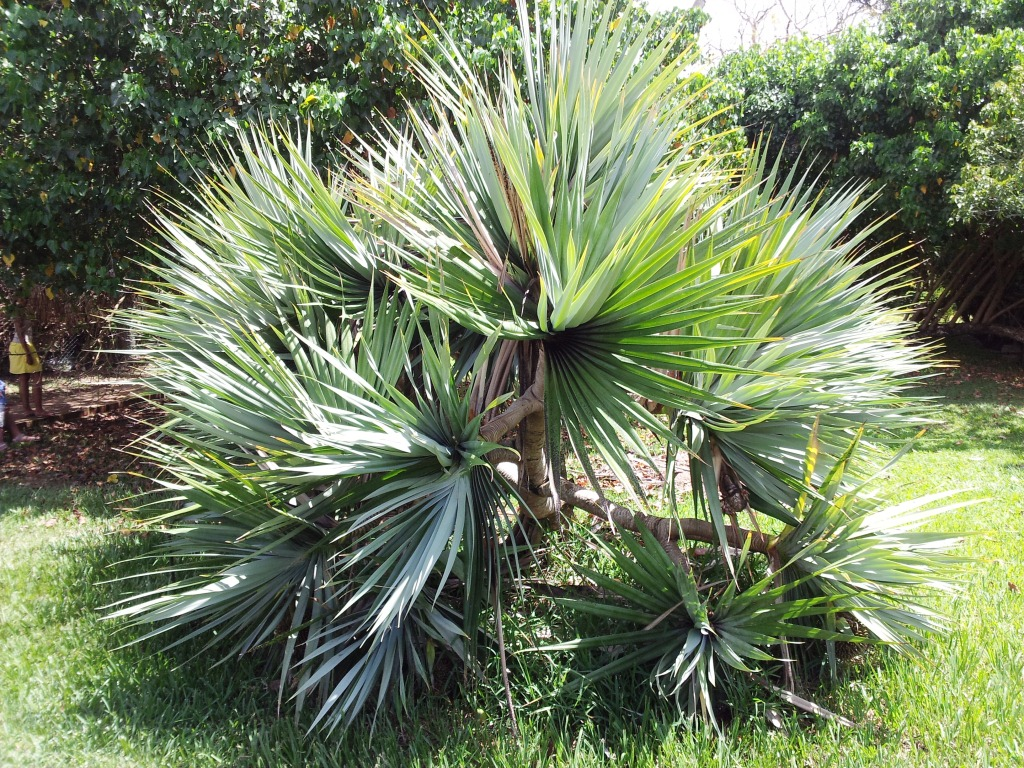
A növény
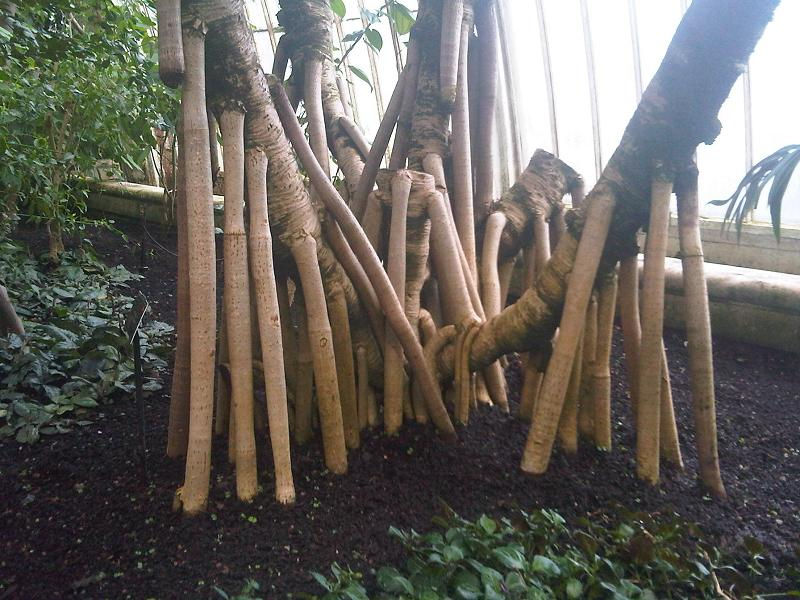
A támasztógyökerei
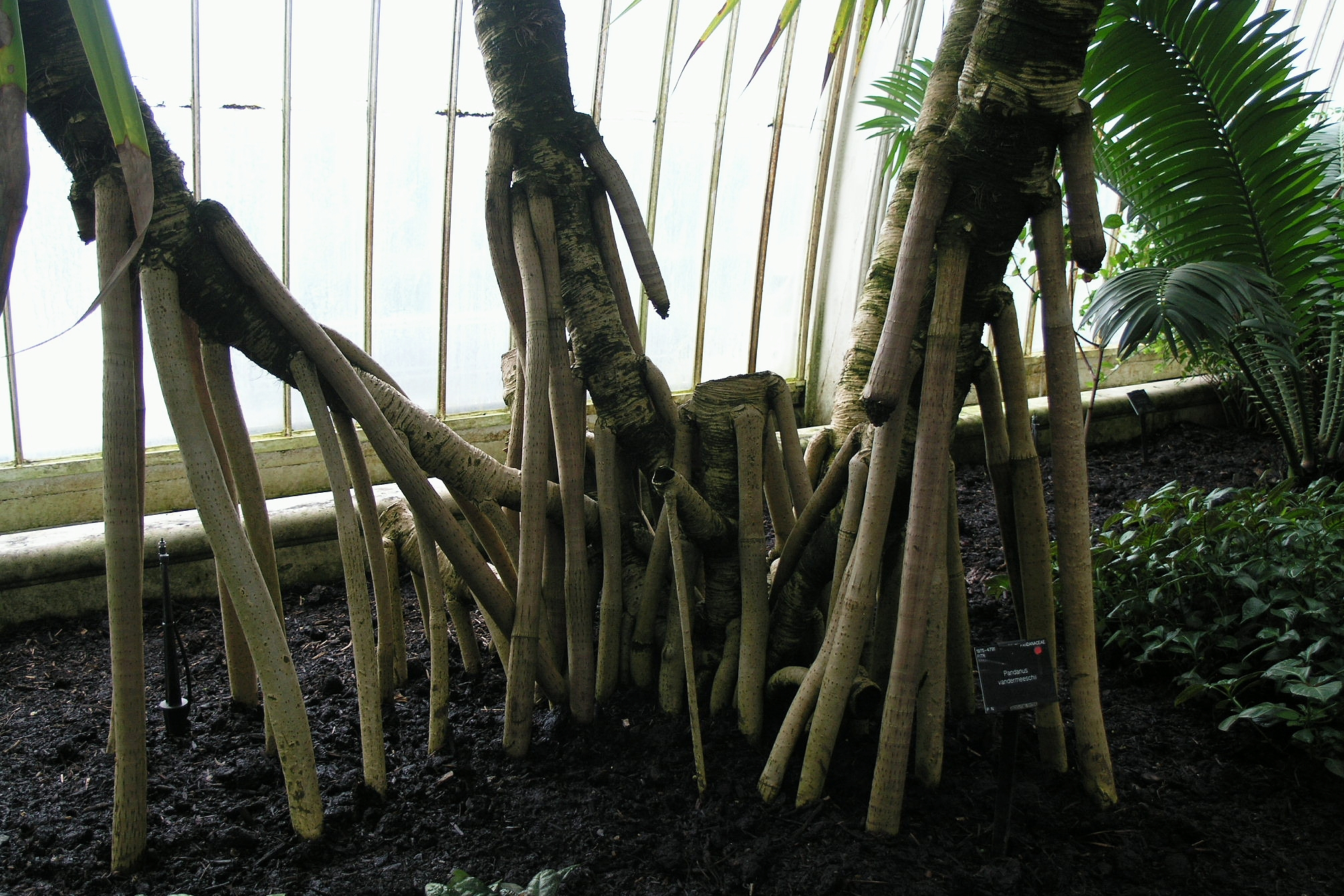